# 레전드킹 VCR
《레전드킹 VCR》은 유튜브 채널이다. 